# Shyra Ely
Shyra Quontae Ely (Indianápolis, 9 de agosto de 1983) es una baloncestista estadounidense de la Women's National Basketball Association (WNBA) que ocupa la posición de alero.
Fue reclutada por los San Antonio Stars en la 11° posición de la primera ronda del Draft de la WNBA de 2005, equipo donde militó hasta 2006, para pasar a los  Seattle Storm (2007-2008), Chicago Sky (2008) y Indiana Fever (2011). Además, fue parte de los Ra'anana Herzliya (2005-2006 y 2007), Hansae Chuncheon (2006), Elitzur Ramla (2006-2007), AZS KK Jelena Gorin (2007-2008), AEL Limassol (2008-2009), Jiangsu Phoenix (2009-2010), Tarsus Belediyespor Kulübü (2010-2011) y Hélios Basket (2011-2012).

## Estadísticas

### Totales
| Año                                                                                              | Equipo | J   | JI | MJ   | TC  | ITC | TC%  | 3P | 3PA | 3P%  | 2P  | 2PA | 2P%  | TL  | ITL | TL%  | RBO | RBD | RBT | AST | STL | BLK | TOV | PF  | PTS |
| ------------------------------------------------------------------------------------------------ | ------ | --- | -- | ---- | --- | --- | ---- | -- | --- | ---- | --- | --- | ---- | --- | --- | ---- | --- | --- | --- | --- | --- | --- | --- | --- | --- |
| 2005                                                                                             | SAS    | 31  | 11 | 528  | 50  | 132 | .379 | 9  | 31  | .290 | 41  | 101 | .406 | 30  | 39  | .769 | 11  | 51  | 62  | 27  | 7   | 4   | 33  | 42  | 139 |
| 2006                                                                                             | SAS    | 12  | 1  | 136  | 12  | 44  | .273 | 2  | 9   | .222 | 10  | 35  | .286 | 15  | 26  | .577 | 5   | 26  | 31  | 10  | 2   | 0   | 13  | 17  | 41  |
| 2007                                                                                             | SEA    | 29  | 0  | 282  | 20  | 62  | .323 | 5  | 15  | .333 | 15  | 47  | .319 | 20  | 31  | .645 | 10  | 29  | 39  | 11  | 8   | 1   | 19  | 28  | 65  |
| 2008                                                                                             | SEA    | 34  | 1  | 389  | 47  | 115 | .409 | 4  | 11  | .364 | 43  | 104 | .413 | 15  | 24  | .625 | 30  | 60  | 90  | 16  | 12  | 5   | 29  | 56  | 113 |
| 2009                                                                                             | CHI    | 34  | 9  | 497  | 84  | 201 | .418 | 23 | 60  | .383 | 61  | 141 | .433 | 41  | 51  | .804 | 22  | 66  | 88  | 20  | 12  | 8   | 36  | 55  | 232 |
| 2011                                                                                             | IND    | 33  | 0  | 355  | 39  | 109 | .358 | 5  | 24  | .208 | 34  | 85  | .400 | 20  | 29  | .690 | 19  | 54  | 73  | 9   | 6   | 6   | 25  | 46  | 103 |
| Carrera                                                                                          |        | 173 | 22 | 2187 | 252 | 663 | .380 | 48 | 150 | .320 | 204 | 513 | .398 | 141 | 200 | .705 | 97  | 286 | 383 | 93  | 47  | 24  | 155 | 244 | 693 |
| Notas: J=Juegos; JI=Juegos iniciales; MJ=Minutos jugados; ITC=Intentos de TC; ITL=Intentos de TL |        |     |    |      |     |     |      |    |     |      |     |     |      |     |     |      |     |     |     |     |     |     |     |     |     |

### Por juego
| Año                                                                                              | Equipo | J   | JI | MJ   | TC  | ITC | TC%  | 3P  | 3PA | 3P%  | 2P  | 2PA | 2P%  | TL  | ITL | TL%  | RBO | RBD | RBT | AST | STL | BLK | TOV | PF  | PTS |
| ------------------------------------------------------------------------------------------------ | ------ | --- | -- | ---- | --- | --- | ---- | --- | --- | ---- | --- | --- | ---- | --- | --- | ---- | --- | --- | --- | --- | --- | --- | --- | --- | --- |
| 2005                                                                                             | SAS    | 31  | 11 | 17.0 | 1.6 | 4.3 | .379 | 0.3 | 1.0 | .290 | 1.3 | 3.3 | .406 | 1.0 | 1.3 | .769 | 0.4 | 1.6 | 2.0 | 0.9 | 0.2 | 0.1 | 1.1 | 1.4 | 4.5 |
| 2006                                                                                             | SAS    | 12  | 1  | 11.3 | 1.0 | 3.7 | .273 | 0.2 | 0.8 | .222 | 0.8 | 2.9 | .286 | 1.3 | 2.2 | .577 | 0.4 | 2.2 | 2.6 | 0.8 | 0.2 | 0.0 | 1.1 | 1.4 | 3.4 |
| 2007                                                                                             | SEA    | 29  | 0  | 9.7  | 0.7 | 2.1 | .323 | 0.2 | 0.5 | .333 | 0.5 | 1.6 | .319 | 0.7 | 1.1 | .645 | 0.3 | 1.0 | 1.3 | 0.4 | 0.3 | 0.0 | 0.7 | 1.0 | 2.2 |
| 2008                                                                                             | SEA    | 34  | 1  | 11.4 | 1.4 | 3.4 | .409 | 0.1 | 0.3 | .364 | 1.3 | 3.1 | .413 | 0.4 | 0.7 | .625 | 0.9 | 1.8 | 2.6 | 0.5 | 0.4 | 0.1 | 0.9 | 1.6 | 3.3 |
| 2009                                                                                             | CHI    | 34  | 9  | 14.6 | 2.5 | 5.9 | .418 | 0.7 | 1.8 | .383 | 1.8 | 4.1 | .433 | 1.2 | 1.5 | .804 | 0.6 | 1.9 | 2.6 | 0.6 | 0.4 | 0.2 | 1.1 | 1.6 | 6.8 |
| 2011                                                                                             | IND    | 33  | 0  | 10.8 | 1.2 | 3.3 | .358 | 0.2 | 0.7 | .208 | 1.0 | 2.6 | .400 | 0.6 | 0.9 | .690 | 0.6 | 1.6 | 2.2 | 0.3 | 0.2 | 0.2 | 0.8 | 1.4 | 3.1 |
| Carrera                                                                                          |        | 173 | 22 | 12.6 | 1.5 | 3.8 | .380 | 0.3 | 0.9 | .320 | 1.2 | 3.0 | .398 | 0.8 | 1.2 | .705 | 0.6 | 1.7 | 2.2 | 0.5 | 0.3 | 0.1 | 0.9 | 1.4 | 4.0 |
| Notas: J=Juegos; JI=Juegos iniciales; MJ=Minutos jugados; ITC=Intentos de TC; ITL=Intentos de TL |        |     |    |      |     |     |      |     |     |      |     |     |      |     |     |      |     |     |     |     |     |     |     |     |     |